# Bandeira da Luisiana

Bandeira da Luisiana

A bandeira da Luisiana consiste em uma carga heráldica chamada "pelican in her piety" (em português: "pelicano em sua abnegação"), representando uma mãe pelicano ferindo seu peito para alimentar os filhotes com seu próprio sangue. Este símbolo, emblemático da caridade Cristã (e também a ave oficial do estado, o pelicano-pardo), é também encontrado no selo do estado. Na bandeira está representada abaixo uma faixa com o lema do estado: "Union, Justice, and Confidence" (em português: "União, Justiça e Confiança"). A atual bandeira foi adotada em 2006, revisando o pelicano original, desenhado em 1912.
Durante o século XIX era tradicional na Luisiana bandeiras e selos estaduais com o pelicano com três ferimentos de sangue em seu peito. Contudo, nos anos seguintes, a tradição (tanto na bandeira quanto no selo do estado) foram seguidas, por acaso, anunciado por um garoto da oitava sério do Vandebilt Catholic High School, em Houma, que trouxe isto para chamar a atenção do legislador de seu estado. O assunto foi resolvido em Abril de 2006, quando o governo da Luisiana aprovou o projeto de lei (House Bill 833/Ata 92) que requeria três ferimentos representados no pelicano, usando tanto na bandeira quanto no selo do estado.